# Kürassier-Regiment „von Driesen“ (Westfälisches) Nr. 4

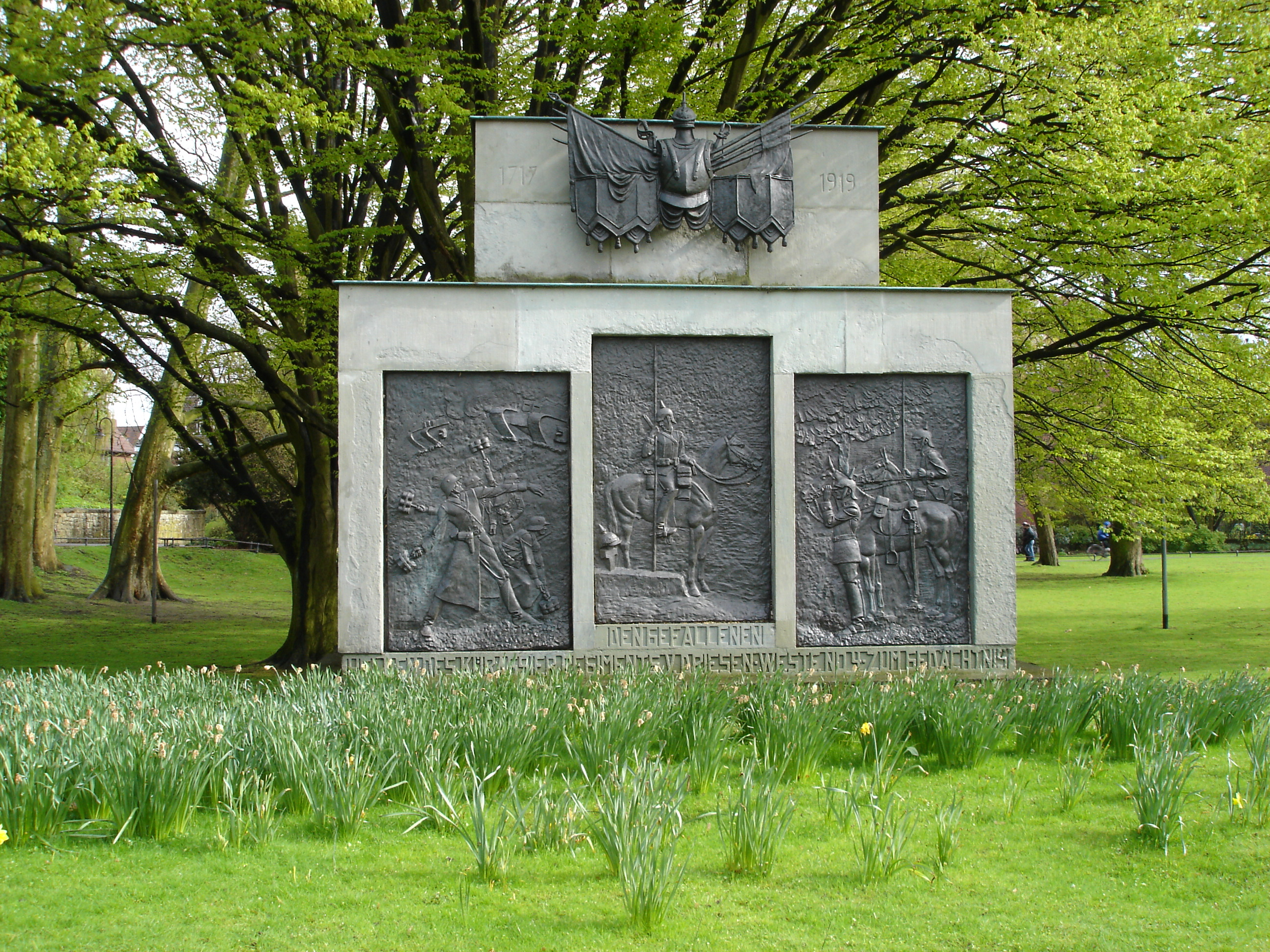
Denkmal an das Westfälische Kürassierregiment Nr. 4 „von Driesen“ an der Promenade im westfälischen Münster.

Das Kürassierregiment „von Driesen“ (Westfälisches) Nr. 4 war ein Kürassierverband der Preußischen Armee, das von 1717 bis 1919 bestand.

## Organisation
Im Laufe seines Bestehens änderte sich die Gliederung des Regiments mehrfach. Ab 1817 bestand es durchgehend aus vier Schwadronen und dem Stab. Im Jahr 1866 kam eine fünfte Schwadron hinzu.
Zuletzt war es als Teil der 13. Kavallerie-Brigade in Münster stationiert.

## Geschichte

### Aufstellung

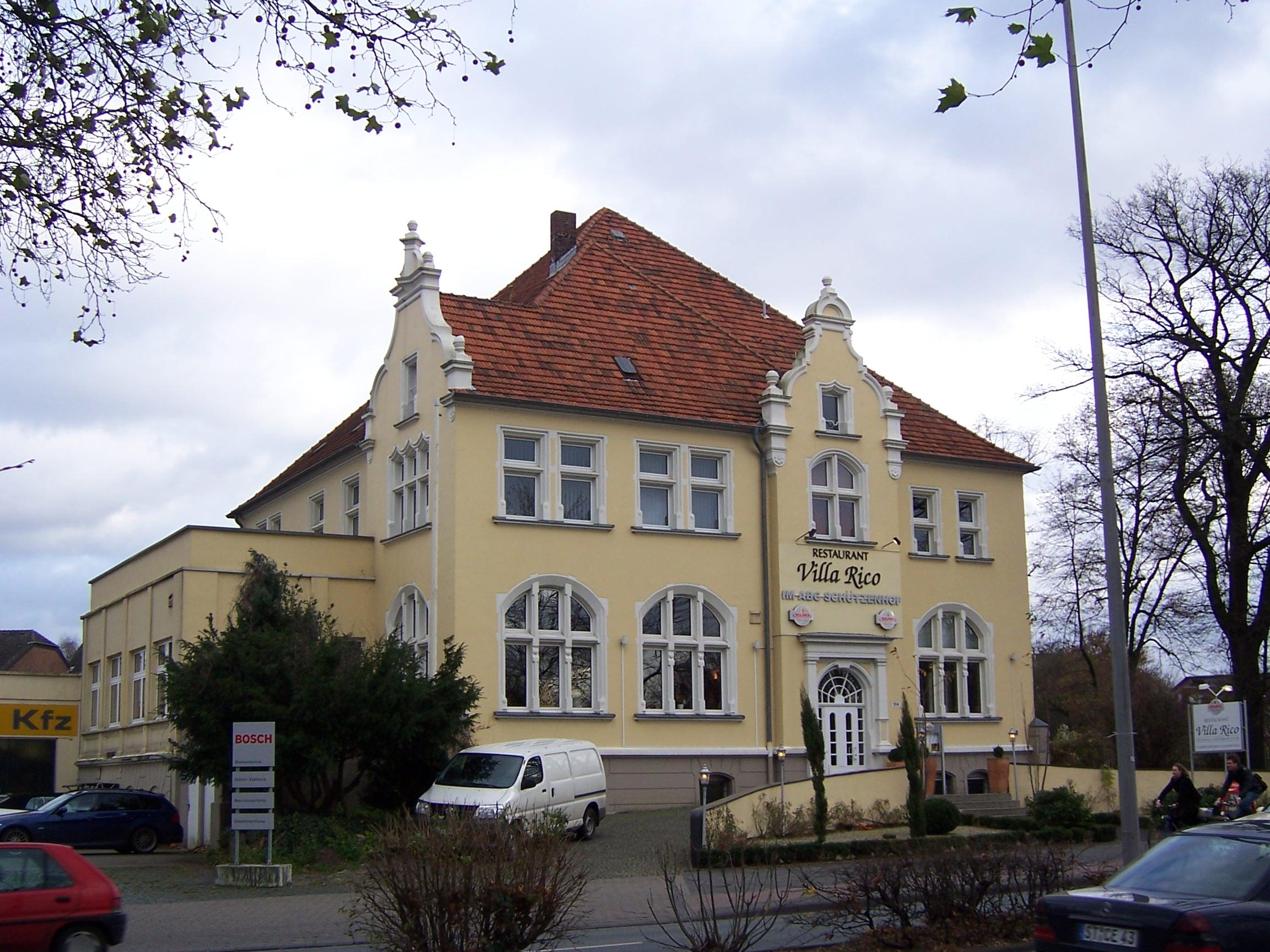
Das Offizier-Kasino der „Von-Einem-Kavallerie-Kaserne“ in Münster befand sich nicht auf dem Kasernengelände, sondern auf der gegenüberliegenden Straßenseite.

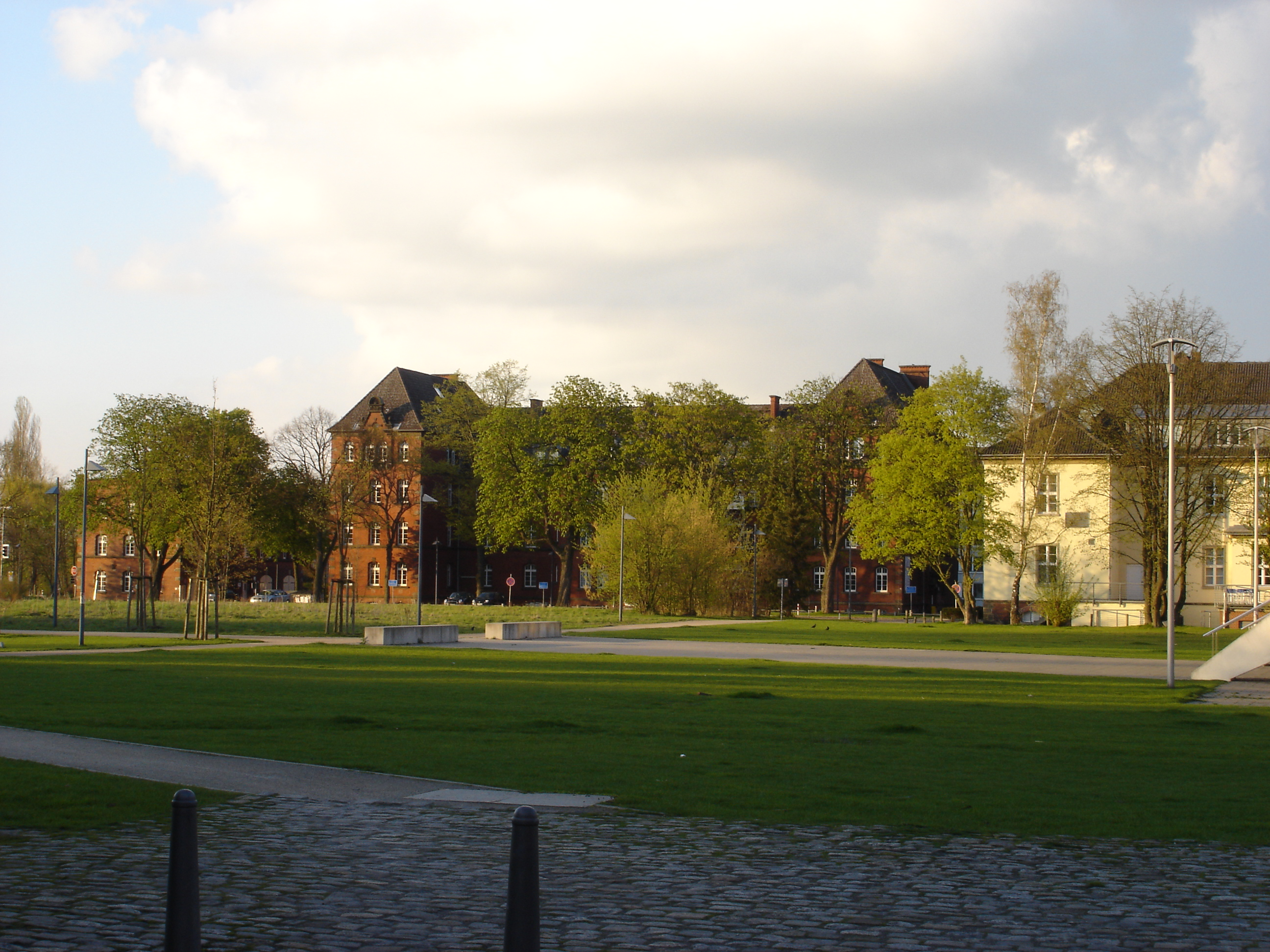
Das Gelände der letzten Garnison der Kürassiere, die „Von-Einem-Kavalleriekaserne“ in Münster.

Das Regiment wurde am 17. Juli 1717 als neues Dragoner-Regiment auf Befehl des preußischen Königs Friedrich Wilhelm I. in Ostpreußen aufgestellt. Erster Kommandeur wurde General Heinrich Jordan von Wuthenau. Der Aufstellung vorausgegangen war die Absicht von König August dem Starken von Polen und Sachsen, seine deutschen, in Polen stationierten Truppen zu verringern. Friedrich Wilhelm I. übernahm 780 Reiter ohne Pferde, von denen General von Wuthenow sich 600 Reiter für sein neues Regiment aussuchte.

### Schlesische Kriege
Die ersten Einsätze hatte das Regiment während der Zeit der Schlesischen Kriege. In einem Gefecht bei Austerlitz ritt es im Ersten Schlesischen Krieg am 10. April 1742 eine erfolgreiche Attacke gegen zahlenmäßig überlegene österreichische Husaren und erhielt dafür die Anerkennung des Königs.
Im Zweiten Schlesischen Krieg im Jahre 1745 war das Regiment der „Möllendorfdragoner“ – benannt nach ihrem Regimentschef Möllendorf – mit zwei Husarenregimenten an einem Überraschungsangriff gegen die Österreicher bei Landshut beteiligt. Dabei trieben sie drei feindliche Husaren-Regimenter und zwei Bataillone in die Flucht. Ebenfalls beteiligt war das Regiment als Teil des preußischen linken Flügels an der Schlacht bei Hohenfriedberg am 4. Juni 1745.

### Siebenjähriger Krieg
Im Jahre 1747 übernahm Generalmajor von Schorlemer das Regiment. Er führte es durch die Gefechte des Siebenjährigen Krieges. So eroberte das Regiment am 30. August 1757 in der Schlacht bei Groß-Jägersdorf eine russische Batterie und kämpfte anschließend in Pommern gegen schwedische Truppen. Ruhm und Ehre, aber auch großen Verlust brachte die Schlacht von Zorndorf am 25. August 1758, als es unter dem Oberbefehl von General Friedrich Wilhelm von Seydlitz zusammen mit weiteren Kavallerie-Einheiten die russischen Truppen von Wilhelm von Fermor besiegte. Unter den 199 Toten und Verwundeten war auch der damalige Kommandeur Generalmajor von Froideville. Ebenfalls schwere Verluste erlitt das Dragonerregiment bei der Schlacht bei Kay am 22. Juli 1759 sowie der Schlacht bei Kunersdorf am 12. August 1759. Allein bei letzterer lagen die Verluste bei 18 Offizieren, 252 Reitern und 378 Pferden.

### Koalitionskriege
Die nächsten größeren Einsätze hatte das Regiment in den Jahren 1806/07. Bei der Schlacht bei Heilsberg am 10. Juni 1807 schlugen die Dragoner zunächst eine französische Kürassierdivision in die Flucht und eroberten im direkten Anschluss eine feindliche Batterie. Daraufhin schlug sie eine französische Tirailleurlinie nieder und sprengte ein Bataillonskarree. Der erneute Angriff der sich zwischenzeitlich wieder formierte Kavallerie der Franzosen ging jedoch ins Leere und die feindlichen Reiter wurden abermals in die Flucht geschlagen. Für diesen Einsatz erhielten zahlreiche Angehörige des Regiments Auszeichnungen. Der Orden Pour le Mérite, die höchste preußische Tapferkeitsauszeichnung, wurde an 16 Offiziere verliehen.
Trotz der Erfolge in den Schlachten konnten die französischen Truppen unter Napoleon Bonaparte nicht entscheidend zurückgeschlagen werden. Nach der Niederlage Preußens zwang Napoléon die verbleibenden preußischen Truppen, ihm zu dienen. Die Reiter des Regiments wurden dem Korps von MacDonald zugeordnet, das zur Deckung der linken Flanke der Grande Armée eingesetzt wurde. Die Dragoner nahmen unter seinem Kommando am 19. Juli 1812 an einem siegreichen Gefecht bei Eckau gegen Russland im Russlandfeldzug 1812 teil.
Nach Napoleons Niederlage gehörte das Dragoner-Regiment zur Streitmacht der Verbündeten Großbritannien, Russland, Preußen und Österreich, die ihn auf französischem Boden attackierten. Es nahm an den Schlachten bei La Chaussee, bei Château-Thierry und bei Sézanne teil. Nachdem Napoleon auf die Insel Elba verbannt worden und kurz darauf von ihr zurückgekehrt war, kam es zu Gefechten in Gilly sowie zur Schlacht bei Ligny, der Schlacht bei Waterloo und der Schlacht bei Nanteuil, an denen die Dragoner teilnahmen. Am 7. Juli 1815 ritten sie an der Spitze der berittenen Truppen in Paris ein.
Nach über zwei Jahren als Besatzungsmacht in Frankreich kehrten die Reiter im Oktober 1817 unter Umbenennung in „Westfälisches Dragonerregiment Nr. 2“ in die Heimat zurück und bezogen Garnisonen in Münster, Hamm, Dortmund und Coesfeld. Am 27. Mai 1819 folgte die Umwandlung des Dragonerregiments in ein Kürassierregiment mit der Regimentsnummer 4. Die Erste Eskadron des Regiments bezog vom 6. Oktober 1820 bis 1833 die Garnison Schloss Neuhaus ⊙ beim Truppenübungsplatz Senne.
Nach der Verlegung des Regiments nach Schlesien Ende April 1833 wurde es gegen Aufständische in Polen und Baden eingesetzt. Die Rückverlegung nach Münster, Hamm und Telgte erfolgte Ende 1849. Nach der Teilnahme am Deutsch-Dänischen Krieg 1864 und dem Deutschen Krieg 1866 waren die Reiter bis ins Jahr 1870 in Verden und Celle stationiert.

### Deutsch-Französischer Krieg
In den Jahren 1870/71 nahmen sie während des Deutsch-Französischen Krieges als Teil der 11. Brigade in der 5. Kavallerie-Division an der Schlacht von Mars-la-Tour und später noch an der Belagerung von Paris teil.
Nach dem deutschen Sieg kehrte das Kürassier-Regiment am 17. Juni 1871 wieder nach Münster zurück. Einzelne Schwadronen wurden in Hamm, Telgte und Warendorf stationiert und erst 1885 nach Münster verlegt. Am 27. Januar 1889 wurde dem Regiment von Kaiser Wilhelm II. unter Bezug auf den preußischen Generalleutnant Georg Wilhelm von Driesen (1700–1758) sein endgültiger Name „von Driesen“ verliehen.

### Erster Weltkrieg
Direkt nach Ausbruch des Ersten Weltkriegs rückte das Regiment am 2. August 1914 zum insgesamt dritten Mal nach Frankreich aus. Es war unter anderem beim Vormarsch der deutschen Truppen bis in die Vororte von Paris beteiligt. Beim Übergang in den Stellungskrieg stand das Kürassier-Regiment lange Zeit den Engländern bei Warneton in den Schützengräben gegenüber. Da ein Stellungskrieg den Aufgaben eines berittenen Regiments widersprach, verlegten die Kürassiere Anfang November 1914 an die Ostfront, wo sie beim Durchbruch von Brzeziny beteiligt waren. Aber auch im Osten kam der Vorstoß kurze Zeit später zum Stehen und das Regiment verbrachte die ersten Monate des Jahres 1915 in den Schützengräben unter anderem bei Brzozovka und Rawa Mazowiecka. Erst gegen Ende Juli des Jahres 1915 kamen die Pferde wieder zum Einsatz bei den Angriffen auf die Höhen von Chynow. Bereits am 1. Oktober ging man im Osten wieder zum Stellungskrieg über. Das Kürassier-Regiment verbrachte die Zeit bis Februar 1916 in den Schützengräben zwischen dem Narocz und Swir, bevor es im Generalgouvernement Warschau Polizeidienste leistete. Ab Ende August des Jahres 1916 wurde es an die Front am Stochod verlegt, wo es eineinhalb Jahre verbleiben sollte.
Da die Pferde in den Schützengräben nicht benötigt wurden, erfolgte im Oktober 1916 die Umbildung in ein Kavallerie-Schützen-Regiment, wobei 400 Pferde abgegeben wurden. Im Januar 1918 folgte der Abzug von der Ostfront und in Zossen eine Ausbildung für den Einsatz im Westen, die ab April in Maubeuge fortgesetzt wurde. Nach der Ausbildung bezog das Regiment Anfang Juni 1918 Stellung in der Champagne und war beim Sturm auf Reims beteiligt. Aufgrund schwerer Verluste wurde es am 20. Juli 1918 von der Front zurückgezogen und ging Mitte August bei Soissons in Stellung. Hier musste es sich gegen französische Angriffe behaupten. Aufgrund besonderer Leistungen beim Halten der Stellung wurde der Brigadeführer Franz Graf von Magnis mit den Orden Pour le Mérite ausgezeichnet.

### Verbleib
Nach dem Waffenstillstand von Compiègne zog das Regiment am 10. Dezember 1918 in Berlin ein. Zuletzt war es Anfang 1919 bei der Niederschlagung linkssozialistischer Aufstände in Berlin und München beteiligt. Am 18. August 1919 kehrte das Regiment nach Münster zurück und wurde noch im selben Jahr aufgelöst.
Die Tradition übernahm in der Reichswehr die 6. Eskadron des 15. (Preußisches) Reiter-Regiments.

## Kommandeure
| - 1717–1721: Anton Ludolph von Krosigk, Oberst - 1721–1733: Franz Christoph von Friesenhausen, Oberst - 1733: von Bredow - 1733–1734: von Korßfleisch - 1734–1742: v. d. Goltze - 1742–1747: Bernhard Christian von Katte - 1747–1751: von Quoß - 1751–1756: Karl Aemilius von Katte - 1756–1758: Gabriel Monod von Froideville - 1758–1759: von Lettow - 1759–1762: von Schweinichen - 1762–1769: Friedrich Wilhelm von Podewils - 1769–1770: Friedrich von Hirsch - 1770–1775: von Treskow - 1775–1782: von Müllenheim - 1782–1784: Werner von Blumenthal senior - 1784–1787: Karl Wilhelm von Brausen - 1787–1790: Philipp August Wilhelm von Werther - 1790–1803: Werner von Blumenthal junior - 1803–1810: Johann Leopold Konstantin von Larisch - 1810–1813: Karl Ludwig von Wuthenau - 1813–1815: Friedrich Christoph Wilhelm von Unruh - 1815–1817: Friedrich Ferdinand von Woyski - 1817–1818: Alexander von Romberg | - 1818–1834: Lebrecht von Graevenitz - 1834–1842: Karl von Strantz - 1842–1845: Konrad von Zedlitz und Neukirch - 1845–1848: Michael von Grodzki - 1848–1853: Alexander von Johnston - 1853–1858: Daniel von Schoeler - 1858–1863: Louis von Engelhart - 1863–1867: Karl von Schmidt - 1867–1872: Otto von Arnim - 1873–1881: Alfred von Buddenbrock - 1881–1886: Harry von Ludowig - 1886–1889: Eduard zu Salm-Horstmar - 1889: Axel von Usedom - 1889–1893: Hugo von Sichart - 1893–1895: Karl von Einem - 1895–1897: Max von Ziegler und Klipphausen - 1897–1901: Ferdinand von Bothmer - 1901–1903: Paul von Windheim - 1903–1908: Oskar von der Goltz - 1908–1909: Lamoral von Villers - 1909–1912: Rudolf von Keudell (Generalmajor) - 1912–1917: Heinrich von Albedyll - 1917–1919: Maximilian von Oertzen - 1919: Hubert von Platen |